# Hartapu
Hartapu (fl. XIII secolo a.C.) è stato un sovrano ittita che regnò sulla Regione di Tarhuntassa, situata nel Sud anatolico, alla fine dell'età del bronzo; inizialmente tale figura era stata confusa col sovrano neo-ittita omonimo
, vissuto nell'ottavo secolo a.C e protagonista di alcuni rilievi e gruppi scultorei nella medesima regione, a cui il mondo accademico oggi si riferisce invece come ad Hartapu II.

## Una figura enigmatica
Questo sovrano ha costituito ed in parte costituisce ancora uno degli enigmi più affascinanti dell'archeologia anatolica.
Di lui ci restano iscrizioni geroglifiche monumentali in santuari rupestri e alcune stele commemorative, ma la sua collocazione temporale è stata alternativamente indicata al tardo bronzo (1200 a. C.) o al medio periodo del ferro (800 a.C.).
In una delle iscrizioni recanti il nome di Hartapu, tutte concentrate nell'area sud-anatolica, la "kizildag", viene nominato il "Grande Re" Hartapu, che si definisce figlio di un altro "Grande Re", Muršili, secondo un appellativo riservato ai sovrani Ittiti nel periodo dell'apogeo dell'impero, e cioè dal XIV al XII sec. a.C., circostanza che faceva supporre che Hartapu potesse essere stato un sovrano Ittita altrimenti sconosciuto.
Tuttavia un rilievo del gruppo veniva datato con certezza all'ottavo secolo a.C. (la scultura del sovrano in trono, detta "Kizildag 1") e quindi in tale periodo si riteneva di dover collocare la figura di Hartapu, considerato perciò uno dei sovrani degli staterelli neo-ittiti fioriti dopo il collasso dell'impero.
Successivamente però un'iscrizione del medesimo gruppo (la "Kizildag 4") era stata retrodata al periodo finale dell'impero, aprendo un vuoto nello scenario storico conosciuto, dal momento che in nessuna lista reale ittita compare un re chiamato Hartapu.
Tuttavia sembrava strano che sul finire dell'età del bronzo, con Tudhaliya IV prima e suo figlio Šuppiluliuma II poi pienamente in carica come sovrani ittiti, vi fossero iscrizioni di altri due sovrani anatolici che reclamavano per sè il titolo di Grande Re: Hartapu e Kurunta, reggente di Tarhuntassa per conto del cugino Tudhaliya IV, del quale erano stati rinvenuti un sigillo ed una stele (Hatip) che lo appellavano col medesimo titolo del re ittita.
Quanto ai sovrani chiamati Muršili, l'unico che avrebbe potuto essere ricollegato alla nuova datazione delle iscrizioni ed esser pertanto potenzialmente il padre di tale Hartapu era Muršili III, fratello maggiore di Kurunta, sovrano ittita dal 1272 a.C. al 1265 a.C. e deposto poi dopo una rapida guerra civile dallo zio Hattušili III.

## L'indipendenza di Tarhuntassa
Oggi sappiamo che Tarhuntassa probabilmente si staccò sul finire del XIII secolo dal potere centrale della corte di Hattuša, sia per l'appellativo di Grande Re che Kurunta si attribuì su alcuni sigilli e iscrizioni rupestri sia per l'evidente deterioramento dei rapporti tra questi e il cugino Tudhaliya IV.
Sulle modalità della separazione si sono fatte varie ipotesi, la più probabile delle quali, visto che nessuna fonte a noi giunta parla di uno scontro armato tra le due città Ittite nel XIII secolo a.C., è quello di un distacco politico di Kurunta dal cugino, un'autonomia che avrebbe portato ad una effettiva spaccatura in due dell'Impero con due "Grandi Re", senza arrivare ad alcuno scontro armato ma comunque alla rottura dei rapporti.
Tale evento va collocato forse verso la fine del regno di Tudhaliya, durante o dopo la sconfitta patita contro gli Assiri a Nihriya (1227 a.C.); datazioni alternative quella della sua morte (1209) o quella del suo successore Arnuwanda III (1207), periodo del quale abbiamo notizie confuse. 
Scenari poco probabili questi ultimi due, tuttavia, visto che all'epoca Kurunta sarebbe stato all'incirca ottantenne.

## Il riscatto di Hattusa
Con queste evidenze e ricostruzioni, la maggior parte degli studiosi ha concordato sul fatto che Hartapu, effettivamente figlio di Muršili III e nipote dello xio Kurunta, avesse regnato come sovrano indipendente da Tarhuntassa, capitale secondaria degli Ittiti, collocata verosimilmente nella regione di Konya.
Hartapu, quindi, sarebbe stato l'erede legittimo del trono ittita se suo padre Muršili III non fosse stato deposto nel 1265 dallo zio Hattušili III, ed avrebbe alla fine ereditato dallo zio Kurunta il trono di una Tarhuntassa resasi indipendente, dove potrebbe esser giunto in una qualche fase di questa vicenda perfino suo padre Mursili, fuggito in Egitto dopo la detronizzazione e che non aveva mai riconosciuto la legittimità di Hattušili III e dei suoi eredi.
La ricostruzione spiegherebbe anche la notizia che apprendiamo dall'ultimo re Ittita, Šuppiluliuma II figlio di Tudhaliya IV, che rivendicò, attorno al 1200-1190, una campagna armata nelle regioni anatoliche centromeridionali contro città da sempre in orbita ittita fino a concludersi con la conquista e annessione di Tarhuntassa, la vecchia capitale meridionale.
Alcuni storici ipotizzano che la campagna militare di Šuppiluliuma II sarebbe stata volta a riconquistare quelle aree periferiche dell'impero sottratte ad Hattuša da Kurunta, poiché una volta resasi indipendente, Tarhuntassa avrebbe esteso ad ovest la propria sfera di influenza, sottraendo territori e vassalli all'impero di Hattuša.
Salito al trono, Šuppiluliuma II avrebbe deciso di non tollerare oltre la divisione, ed avrebbe iniziato da Ovest l'opera di riconquista, conclusasi dopo un anno di campagna militare con la conquista di Tarhuntassa; il nemico con cui si confronto' l'ultimo re di Hattuša sarebbe stato proprio Hartapu, il cui destino finale al momento ci è ignoto.
Altri (Singer inizialmente, poi più di recente Yakubovich, 2009) hanno ipotizzato invece che Tarhuntassa ed il suo sovrano Hartapu fossero già caduti precedentemente alla campagna militare condotta da Šuppiluliuma II, travolti dall'avanzata dei cosiddetti Popoli del Mare e che l'azione di riconquista del sovrano ittita nel Sud anatolico fosse pertanto diretta contro costoro.
In un caso o nell’altro, comunque, Šuppiluliuma II ebbe successo ed il regno di Tarhuntassa fu inglobato nuovamente dal potere centrale di Hattuša, in un impero ittita riunificato proprio alla fine; mentre di Hartapu non si hanno ulteriori notizie.
Il conflitto tra Hattuša e Tarhuntassa e la contrapposizione nei decenni precedenti tra le due capitali, che può aver minato le basi politiche degli Ittiti, unite ad una supposta carestia che colpì l'Anatolia sul finire del XIII secolo a.C., possono aiutare a comprendere come un impero con un esercito addestrato ed equipaggiato, sia potuto cadere di lì a pochi anni sotto l'avanzata dei Popoli del Mare.

## Due sovrani omonimi
Quando tutto sembrava delineato, nell'estate del 2019 un gruppo di ricercatori che stava indagando il sito di Türkmen Karahöyük scoprì una grande stele scolpita in geroglifici luvii.
Tradotta da due dei massimi esperti, è stata datata, per lo stile dei segni, all'ottavo secolo a.C.
La stele risultava redatta dal "..Gran Re Hartapu, Eroe, figlio di Muršili..", che reclamava la vittoria sul regno dei Muška (probabilmente i Frigi) e su altri dodici re, sconfitti e ridotti in schiavitù.
Visto il preambolo, il riferimento al padre Muršili ed alla vicinanza con i picchi di Kizildag e Karadag noti per le iscrizioni rupestri di Hartapu, non esiste alcun dubbio che si tratti dello stesso personaggio.
I ricercatori, dopo aver svolto una ricognizione più accurata del sito, si sono resi conto che sotto il tell di Türkmen Karahöyük giace, intatta, una vasta città, seconda per estensione solo ad Hattuša, che sarebbe stata abitata dal 3.000 al 200 a.C. circa, con apogeo tra il 1.400 ed il 600, che ritengono possa essere stata Tarhuntassa.
Sulla base dello stile dei geroglifici della stele, i medesimi archeologi ritengono che la collocazione storica di questo sovrano debba essere nuovamente posposta all'VIII secolo a.C.; questo Hartapu sarebbe dunque stato a capo di un regno finora del tutto ignoto, che, vista la diffusione delle stele col suo nome, risulterebbe come uno dei più importanti del tempo nell'area. Il riferimento a Muršili sarebbe stato forse un tentativo di accreditarsi come discendente della prestigiosa casa reale ittita di un tempo.
La parola definitiva, almeno in assenza di nuove scoperte, è spettata al più eminente traduttore/linguista ittitologo, il Prof. Hawkins. Dopo una attenta analisi della stele di Turkmen-karahoyuk effettuata nel 2021 e 2022, questi l'ha datata effettivamente all'VIII sec., ravvisandovi tuttavia una "imitazione" di gruppi precedenti ("Kizildag 4" in particolare); la lettura che ne esce e che riscuote il generale consenso del mondo accademico è che gli Hartapu nella regione, raffigurati nei rilievi, siano stati due: il primo, figlio del re Mursili e sovrano di Tarhuntassa, vissuto nel XIII sec.; al quale fa risalire la propria discendenza un secondo Hartapu, vissuto quattro secoli più tardi, sovrano neo-ittita, ed autore di buona parte dei rilievi in cui compaia tale nome.
Gli archeologi che stanno scavando il sito di Türkmen Karahöyük, vista estensione, collocazione geografica e periodo di sviluppo del sito, ritengono che si possa trattare di Tarhuntassa che, per un breve periodo, fu capitale (1290 ca.-1272) dell'impero e poi, dopo il ritorno della corte a Hattuša, fu a capo di un vasto governatorato prima vassallo e poi indipendente
Le future campagne di scavo nel sito riveleranno se custodisca effettivamente i resti di questa città e dei suoi archivi, che getterebbero nuova luce sulla fase finale della storia ittita.